# Celična teorija
Celična (tudi celularna) teorija je koncept, da so vsi živi organizmi zgrajeni iz celic kot nosilk življenjskih procesov. Gre za eno osnovnih načel biologije. Avtorstvo celične teorije se pripisuje nemškim znanstvenikom Theodorju Schwannu, Matthiasu Schleidnu in Rudolfu Virchowu.

## Zgodovina
Celico je odkril Robert Hooke leta 1665, ko je pod mikroskopom opazoval zelo tanke rezine plute in videl številne majhne kamrice. Poimenoval jih je cellulae (celice), saj so ga spominjale na celice, v katerih so živeli menihi. Ker je opazoval mrtve celice, je v resnici videl le celične stene. Hook je prvi odkril celice, ni pa poznal njihove zgradbe in vloge. Hookov opis odkritja je bil objavljen v publikaciji Micrographia.
Prvi, ki je pod mikroskopom opazoval žive celice, je bil Antonie van Leeuwenhoek, ki je leta 1674 opisal alge Spirogyra in poimenoval videne premikajoče se organizme animalkule, kar pomeni majhne živali. Leeuwenhoek je najverjetneje opazil tudi bakterije.
Sicer je bila celična teorija predlagana kot alternativa vitalizmu. Vitalizem je trdil, da so vitalne sile tiste, ki ločijo živi organski svet od anorganskega.
Zamisel, da je možno celice razdeliti na posamezne sestavne dele, sta predlagala Ludolph Christian Treviranus in Johann Jacob Paul Moldenhawer. Vse to je vodilo do oblikovanja enega od osnovnih načel sodobne biologije, ki ga je Henri Dutrochet podal v izjavi: »Celica je osnovna prvina organizacije«.
Opažanja znanstvenikov Hooka, Leeuwenhoeka, Schleidna, Schwanna, Virchowa ter drugih so vodila do razvoja t. i. celične teorije, ki je postala široko sprejeta razlaga za odnose med celicami in živimi organizmi: 
- Vsa živa bitja oziroma organizmi so zgrajeni iz celic in njihovih produktov.
- Nova celica nastane z delitvijo stare celice na dve novi.
- Celice so osnovne gradbene enote življenja.

Celična teorija velja za vsa živa bitja, ne glede na njihovo velikost in zapletenost. Ker so skupne vsem živim organizmom, lahko celice podajo informacije o vsem življenju na svetu. 
Avtorstvo celične teorije se navadno pripisuje trem znanstvenikom: Theodorju Schwannu, Matthiasu Schleidnu in Rudolfu Virchowu. Leta 1839 sta Schwann in Schleiden predlagala, da so celice osnovna gradbena enota življenja in njuna teorija je postala osnova prvih dveh trditev sodobne celične teorije (glej naslednji razdelek). Leta 1855 je Rudolf Virchow izjavil, da vse celice izhajajo iz že prej obstoječih celic in s tem dodal še tretje načelo klasične celične teorije. Sicer je to predpostavko predlagal pred Virchowom že Robert Remak in Virchowu se zato oporeka, da si je prisvojil Remakovo zamisel.

## Sodobna celična teorija
Celična teorija dandanes zajema naslednja splošna načela:
- Vsi živi organizmi so zgrajeni iz celic; lahko so enocelični ali večcelični.
- Celica je osnovna enota življenja.
- Celice nastajajo z delitvijo iz že obstoječih celic.
- Pretok energije poteka znotraj celic.
- Dedne informacije (v obliki jedrnih kislin) se prenašajo iz ene celice v drugo.
- Vse celice imajo enako osnovno kemijsko zgradbo.